# Volta a Polònia 2008
La Volta a Polònia 2008 fou la 65a edició de la Volta a Polònia i es disputà entre el 14 i el 20 de setembre de 2008, sent la darrera prova del circuit UCI ProTour 2008. El recorregut de la cursa era de 1.252,8 km repartits entre 7 etapes.
El vencedor final fou l'alemany Jens Voigt, de l'equip Team CSC, que fou seguit pel danès Lars Ytting Bak i l'italià Franco Pellizotti.
Cal destacar que la 4a etapa fou suspesa degut al mal temps i les baixes temperatures que es registraren a la zona.

## Equips convidats i principals participants
Els tres primers classificats de la classificació individual de l'UCI ProTour 2008 no prenen part en aquesta cursa: Alejandro Valverde, Damiano Cunego i Andreas Klöden, ja que ens aquestes mateixes dates estan disputant la Volta a Espanya.
Els 18 equips ProTour hi prenen part. Cap equip continental professional no és convidat. Una selecció nacional polonesa, composta per corredors de diferents equips continentals (DHL-Author, CCC Polsat-Polkowice, Legia i Kalev Sport) participa en la carrera.
El vencedor vigent, el belga Johan Vansummeren, és el líder de l'equip Silence-Lotto i porta el dorsal número 1. Robert Gesink i Kim Kirchen, que completaven el podi el 2007, no hi són.

## Etapes
| Etapa    | Data           | Recorregut               | Km      | Vencedor d'etapa   | Líder                  |
| 1a etapa | 14 de setembre | Varsòvia                 | 4 (CRE) | Team CSC Saxo-Bank | Lars Ytting Bak        |
| 2a etapa | 15 de setembre | Płock - Olsztyn          | 233,6   | Allan Davis        | Murilo Antonio Fischer |
| 3a etapa | 16 de setembre | Mikołajki - Białystok    | 184,7   | Angelo Furlan      | Allan Davis            |
| 4a etapa | 17 de setembre | Bielsk Podlaski - Lublin | 238,4   | etapa anul·lada    | Allan Davis            |
| 5a etapa | 18 de setembre | Nałęczów - Rzeszów       | 235,8   | Jürgen Roelandts   | José Joaquín Rojas     |
| 6a etapa | 19 de setembre | Krynica-Zdrój - Zakopane | 203     | Jens Voigt         | Jens Voigt             |
| 7a etapa | 20 de setembre | Rabka-Zdrój - Cracòvia   | 153,3   | Robert Förster     | Jens Voigt             |

## Classificació general
|     | Ciclista          | Equip                 | Temps      |
| --- | ----------------- | --------------------- | ---------- |
| 1.  | Jens Voigt        | Team CSC              | 21h13'18’’ |
| 2.  | Lars Ytting Bak   | Team CSC              | + 1' 22"   |
| 3.  | Franco Pellizotti | Liquigas              | + 1' 24"   |
| 4.  | Allan Davis       | Quick Step            | + 1' 27"   |
| 5.  | Francesco Gavazzi | Lampre                | + 1' 28"   |
| 6.  | Grégory Rast      | Astana Qazaqstan Team | + 1' 33"   |
| 7.  | Mirco Lorenzetto  | Milram                | + 1' 36"   |
| 8.  | David Loosli      | Lampre                | + 1' 37"   |
| 9.  | Kjell Carlstrom   | Liquigas              | m. t.      |
| 10. | Marek Rutkiewicz  | Selecció polonesa     | m. t.      |

| Pos | Ciclista          | Equip         | Pts |
| --- | ----------------- | ------------- | --- |
| 1   | Allan Davis       | Quick Step    | 18  |
| 2   | Jürgen Roelandts  | Silence-Lotto | 9   |
| 3   | Iauhèn Hutaròvitx | FDJ           | 6   |

| Pos | Ciclista         | Equip                | Pts |
| --- | ---------------- | -------------------- | --- |
| 1   | Jens Voigt       | Team CSC Saxo-Bank   | 29  |
| 2   | Marek Rutkiewicz | Team Poland Bank BGZ | 9   |
| 3   | Markel Irízar    | Euskaltel–Euskadi    | 6   |

| Pos | Ciclista        | Equip                | Pts |
| --- | --------------- | -------------------- | --- |
| 1   | Marcin Sapa     | Team Poland Bank BGZ | 9   |
| 2   | Andoni Lafuente | Euskaltel–Euskadi    | 9   |
| 3   | Lukasz Bodnar   | Team Poland Bank BGZ | 8   |

| Pos | Equip              | Temps       |
| --- | ------------------ | ----------- |
| 1   | Team CSC Saxo-Bank | 63h 43' 35" |
| 2   | Liquigas           | + 49"       |
| 3   | Caisse d'Epargne   | + 53"       |

## Classificació individual de l'UCI ProTour 2008 després d'aquesta cursa[1]
| Posició | Ciclista               | Equip                 | Punts |
| ------- | ---------------------- | --------------------- | ----- |
| 1       | Alejandro Valverde     | Caisse d'Epargne      | 123   |
| 2       | Damiano Cunego         | Lampre                | 104   |
| 3       | Andreas Klöden         | Astana                | 96    |
| 4       | Roman Kreuziger        | Liquigas              | 94    |
| 5       | André Greipel          | Columbia              | 93    |
| 6       | Cadel Evans            | Silence-Lotto         | 85    |
| 7       | Stijn Devolder         | Quick Step-Innergetic | 80    |
| 8       | José Joaquín Rojas Gil | Caisse d'Epargne      | 77    |
| 9       | Thomas Lövkvist        | Columbia              | 74    |
| 10      | Alessandro Ballan      | Lampre                | 60    |

## Evolució de les classificacions
| Etapa (Vencedor)            | Classificació general | Classificació dels esprints | Classificació de la muntanya | Classificació per punts | Classificació per equips |
| --------------------------- | --------------------- | --------------------------- | ---------------------------- | ----------------------- | ------------------------ |
| 1a etapa (Team CSC)         | Lars Ytting Bak       | no n'hi ha                  | no n'hi ha                   | no n'hi ha              | CSC-Saxo Bank            |
| 2a etapa (Allan Davis)      | Murilo Fischer        | Andoni Lafuente             | Łukasz Bodnar                | Allan Davis             | CSC-Saxo Bank            |
| 3a etapa (Angelo Furlan)    | Allan Davis           | Andoni Lafuente             | Marcin Sapa                  | Allan Davis             | CSC-Saxo Bank            |
| 4a etapa (neutralitzada)    | Allan Davis           | Andoni Lafuente             | Marcin Sapa                  | Allan Davis             | CSC-Saxo Bank            |
| 5a etapa (Jürgen Roelandts) | José Joaquín Rojas    | Marcin Sapa                 | Marcin Sapa                  | Allan Davis             | CSC-Saxo Bank            |
| 6a etapa (Jens Voigt)       | Jens Voigt            | Marcin Sapa                 | Tony Martin                  | Allan Davis             | CSC-Saxo Bank            |
| 7a etapa (Robert Förster)   | Jens Voigt            | Marcin Sapa                 | Jens Voigt                   | Allan Davis             | CSC-Saxo Bank            |
| Final                       | Jens Voigt            | Marcin Sapa                 | Jens Voigt                   | Allan Davis             | CSC-Saxo Bank            |